# IMBC
iMBC는 MBC 미디어그룹의 커뮤니케이션 윈도를 표방하며 만든 MBC의 자회사이다.

## 사업 분야
- 디지털콘텐츠 유통사업
- 온라인광고 및 프로모션사업

## 작품 목록
- 퍼펙트 센스 (2011년, 수입 배급)